# パーソンズ・ブールバード駅
パーソンズ・ブールバード駅（Parsons Boulevard）はクイーンズ区ジャマイカのパーソンズ・ブールバードとヒルサイド・アベニューの交差点にあるニューヨーク市地下鉄INDクイーンズ・ブールバード線の駅である。E系統がラッシュ時のみ、F系統が終日停車する。

## 歴史
1937年4月24日に、INDクイーンズ・ブールバード線がキュー・ガーデン-ユニオン・ターンパイク駅から169丁目駅まで開業した際に、当駅はその区間の途中駅として開業した。 169丁目駅が終着駅だったころは、169丁目駅の設備が不十分だったことから、当駅はF系統の終着駅であった。そのため、その後は184番プレイスまで線路を延ばし、途中に十分な折り返し設備などを設けた駅（ジャマイカ-179丁目駅）を設置する予定であった。この延伸は世界恐慌および第二次世界大戦で開業が遅延し、最終的に同区間は1950年12月11日に開業している 。
2015年から2019年にかけてのMTA投資計画より、当駅ほか30駅を最大6か月間閉鎖して全面的なリニューアルを行い、リニューアルでは携帯電話サービスやWi-Fi、充電場所の設置、案内標識や照明の更新などが行われる予定であった。しかし、当駅を含む13駅のリニューアルについては資金不足のため2018年に計画の修正を行っており、これにより2020年から2024年にかけての投資計画まで延期されている。

## 駅構造
| G          | 地上階                                 | 出入口                                                                                |
| M          | 改札階                                 | 改札、駅員室、メトロカード自動販売機                                                  |
| P ホーム階 | 南行緩行線                             | ← コニー・アイランド-スティルウェル・アベニュー駅行き（サットフィン・ブールバード駅） |
| P ホーム階 | 島式ホーム、到着番線に応じた扉が開く。 |                                                                                       |
| P ホーム階 | 南行急行線                             | ← ワールド・トレード・センター駅行き（キュー・ガーデン-ユニオン・ターンパイク駅）     |
| P ホーム階 | 北行急行線                             | → ジャマイカ-179丁目駅行き（終点）→                                                   |
| P ホーム階 | 島式ホーム、到着番線に応じた扉が開く。 |                                                                                       |
| P ホーム階 | 北行緩行線                             | → ジャマイカ-179丁目駅行き（169丁目駅）→                                              |

当駅は島式ホーム2面4線の構造を持つ地下駅で、急行線はE系統がラッシュ時に使うのみで、終日運転されるF系統は緩行線を使用する。ホームやメザニンのI字鋼は赤色で、ホームの壁タイルも赤色である。また、ホームの壁タイルには"PARSONS"とレタリングされた看板が黒地に白文字で取り付けられている。
当駅はフォレスト・ヒルズ-71番街駅が2014年にエレベーターが設置され、ADAに対応して以降、急行線のみのコート・スクエア-23丁目駅を除けばクイーンズ区内においてINDクイーンズ・ブールバード線の急行停車駅で唯一ADAに対応していない駅となった。しかし、当駅も2020年-2024年のMTA投資計画においてエレベーターの設置予定が公表された。

### 出口
メザニンはホーム全長にわたって設置され、両端に改札がある。北側のみ終日開いており、階段はパーソンズ・ブールバードとヒルサイド・アベニュー交差点の南東、南西と北西に通じる。また、南側には無人改札があり、ヒルサイド・アベニューと153丁目交差点の北側、南東、南西に階段が設置されている。